# Olgerdiget
Olgerdiget eller Olmersdiget er et over 12 km langt voldanlæg fra ca. 200-300 e.Kr ved Tinglev i Sønderjylland. Volden kan tolkes som en grænsevold mellem anglere og jyder og er bygget med front mod nord. Formålet var måske også at beskytte anglerne mod Over Jerstal-Kredsens autonome småstammer, som efterhånden indgik i den jyske sydgruppe. Diget forløber over to hovedstrækninger nord og syd for Tinglev Mose. Den nordlige del starter ved Tinglev Mose og kan følges op til Urnehoved. 
Olgerdigets centrale del har bestået af en vold og en grav samt op til tre palisaderækker. Grøfterne og palisaderne har haft flere gennemgange. 
Det formodes, at Olgerdiget er opført med forbillede i den romerske grænseforstærkning Limes. Der er i volden fundet trærester, som er dateret til mellem år 219 og år 278 e.Kr.